# Elevador de Strépy-Thieu

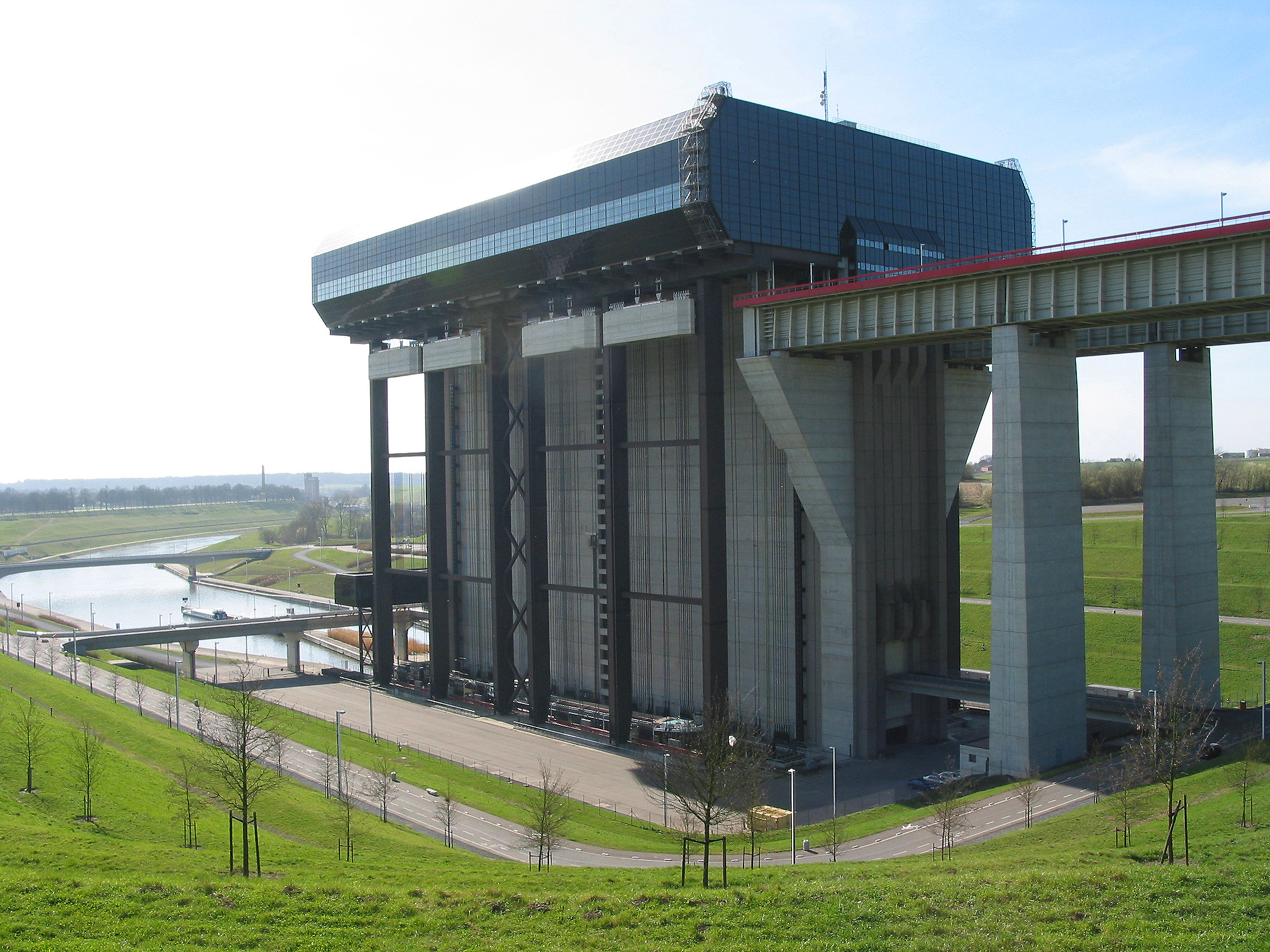
Elevador de Strépy-Thieu

O Elevador de Strépy-Thieu é um duplo elevador de barcos, de tipo funicular, inaugurado em 2002 no Canal do Centro na Província do Hainaut, Valónia, Bélgica.
Vence um desnível de 73,15 m, o que o torna o maior elevador de barcos do mundo, enquanto não estiver concluído o elevador da Barragem das Três Gargantas, na China, o qual vencerá um desnível de 113 m.

## Características técnicas
A torre do elevador é em betão armado com 117 m de altura, 130 m de comprimento e 75 m de largura. Nela movem-se verticalmente, e de forma independente, dois caixões, cada um com 112,00 m de comprimento útil e 12,00 m de largura com capacidade para 3,35 a 4,15 m de altura de água, a que corresponde uma massa variável entre 7200 e 8400 toneladas.
Cada caixão é suportado por 144 cabos de aço de 85 mm de diâmetro — 32 cabos motores e 112 cabos de suspensão ligados a oito contrapesos. Quatro motores eléctricos por caixão accionam oito guinchos, permitindo vencer o desnível de 73,15 m em cerca de sete minutos. A duração total, incluindo a entrada e saída das embarcações e a abertura e fecho das comportas, eleva-se a cerca de 40 minutos.
O acesso a montante é feito por uma ponte-canal.

## Galeria

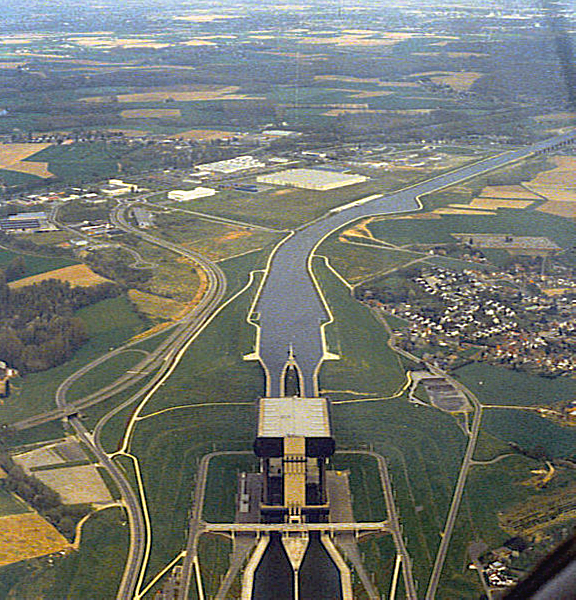
Vista aérea do elevador.
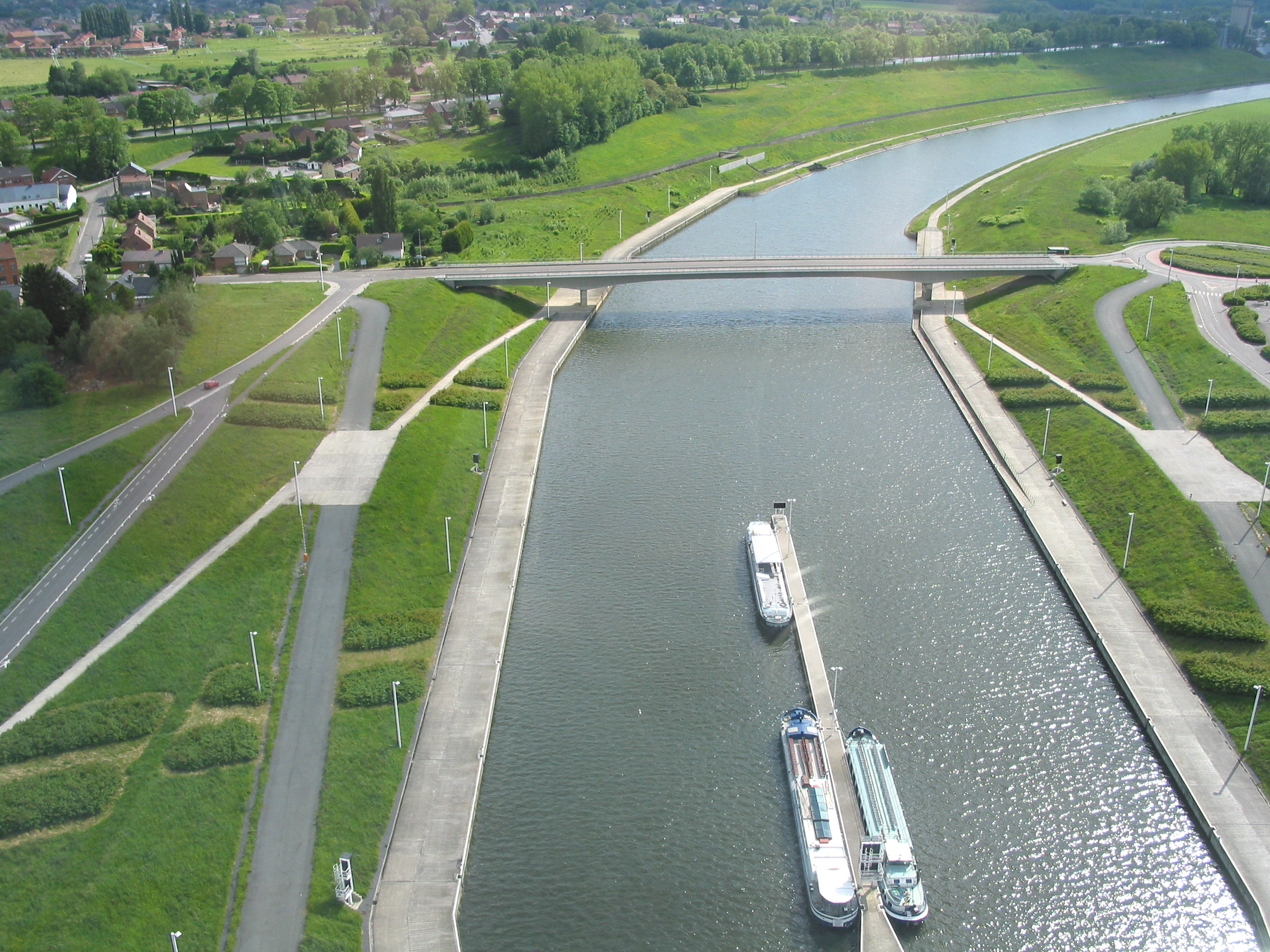
Anteporto a jusante do elevador.
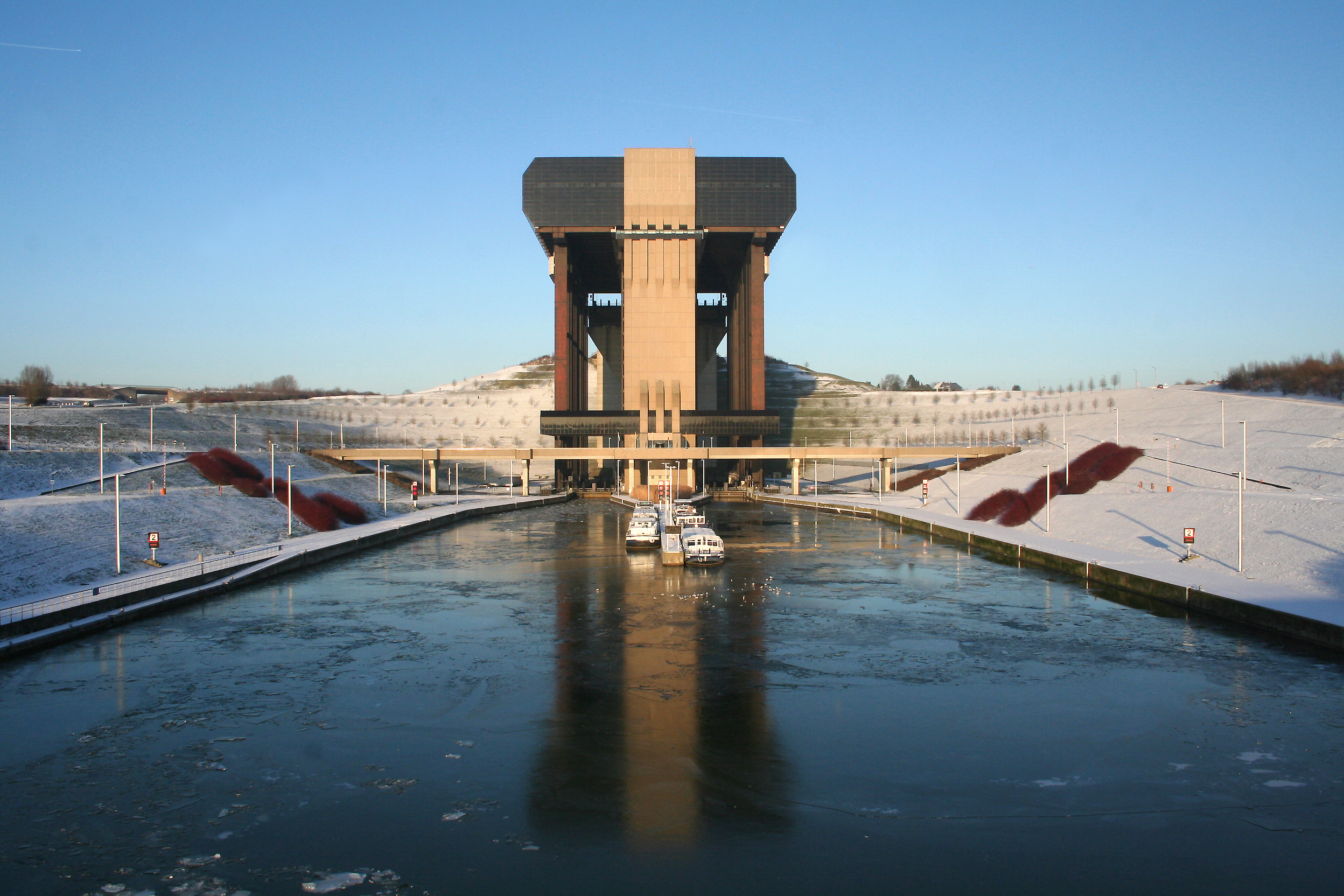
Elevador visto de jusante.
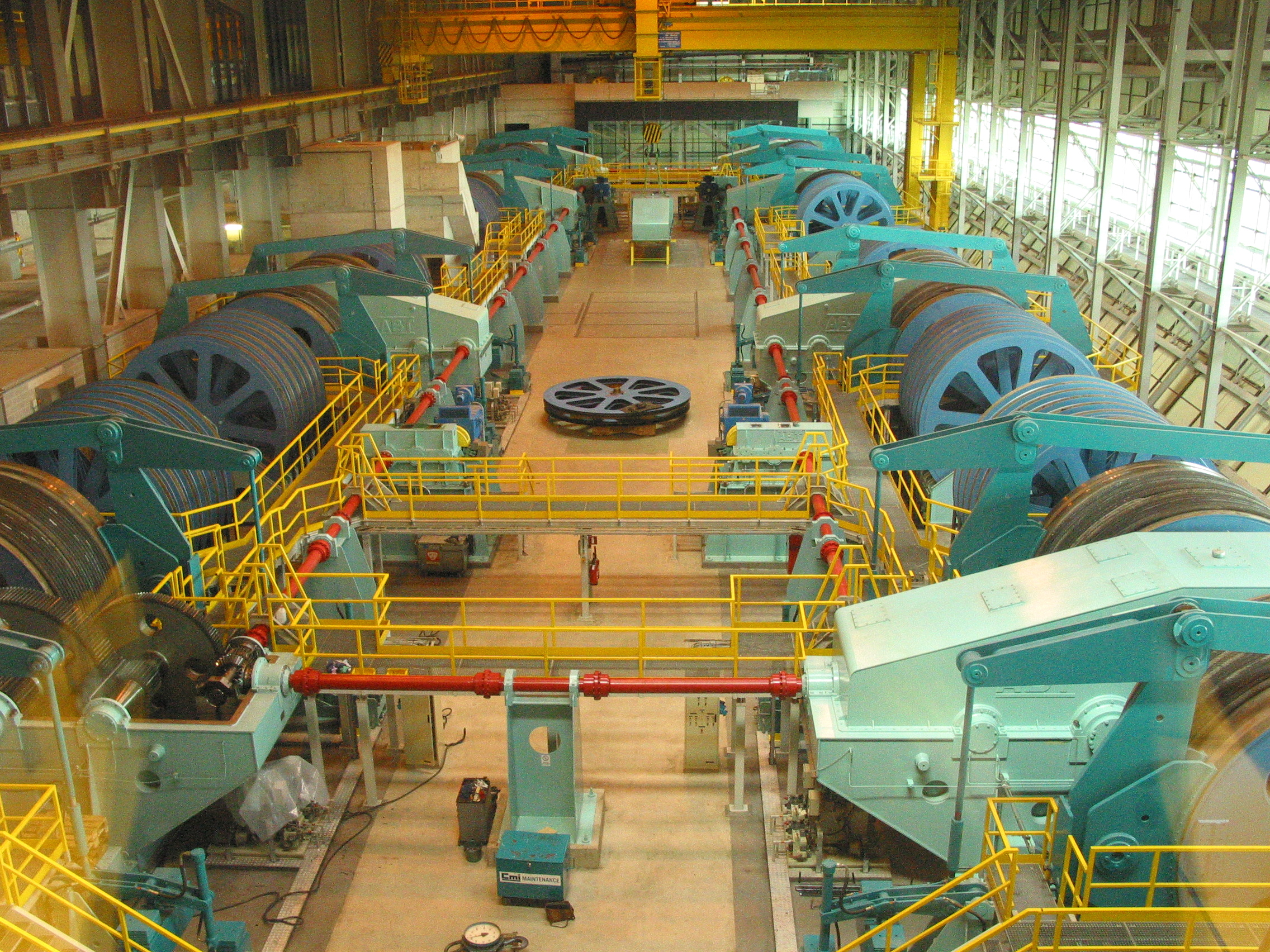
Casa das máquinas de um dos elevadores.
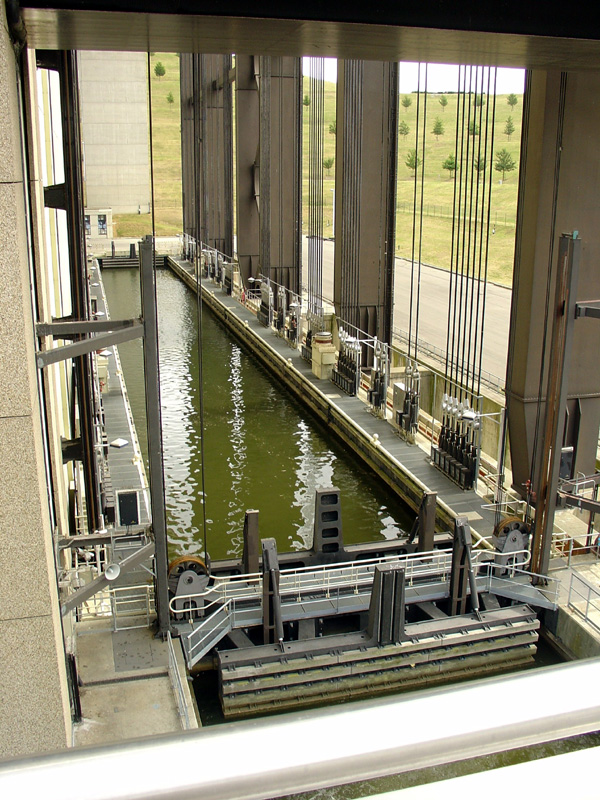
Vista do caixão.
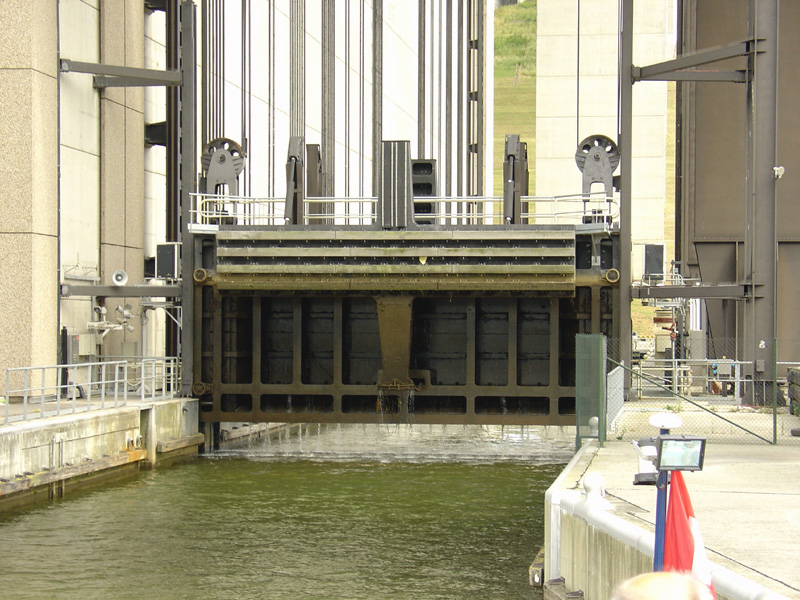
Entrada para o elevador a jusante.
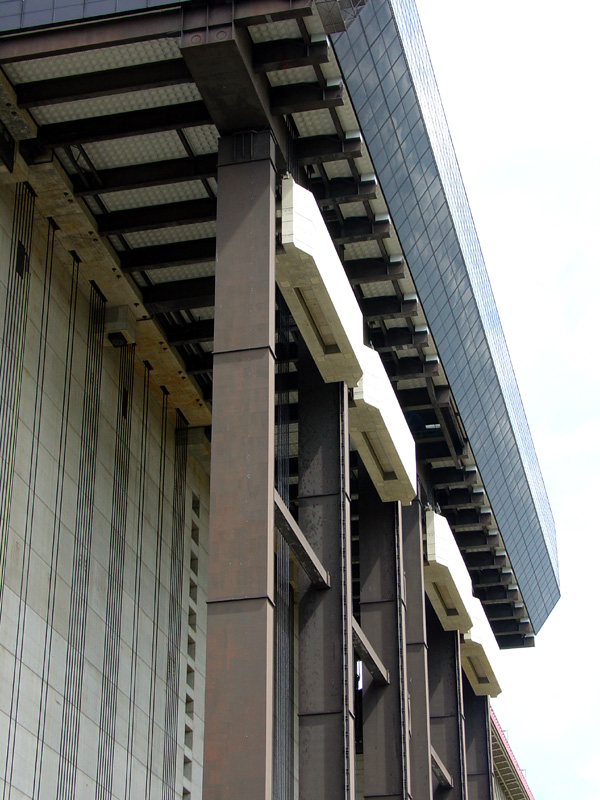
Contrapesos exteriores.
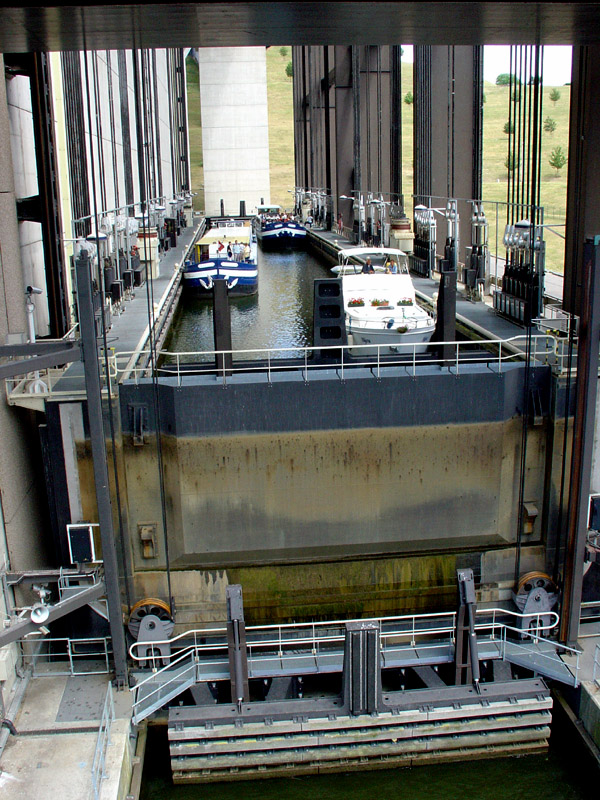
O elevador em movimento.